# جائزة أستراليا الكبرى 2007
جائزة أستراليا الكبرى 2007 (بالإنجليزية: 2007 Australian Grand Prix)‏ هو سباق فورمولا 1 أقيم بتاريخ 18 مارس 2007 في حلبة سباق الجائزة الكبرى في ملبورن، أستراليا. كان الأول من أصل 17 في بطولة العالم لسباقات الفورمولا واحد موسم 2007. حلّ الفنلندي كيمي رايكونن أولا بينما جاء الإسباني فرناندو ألونسو في المركز الثاني وحصل على المركز الثالث البريطاني لويس هاملتون.